# Francesco Santoliquido
Francesco Santoliquido (San Giorgio a Cremano, 6 agosto 1883 – Anacapri, 26 agosto 1971) è stato un compositore italiano.

## Biografia
Dopo gli studi musicali al Conservatorio Santa Cecilia (terminati nel 1908), dal 1912 al 1921 visse in Tunisia, soggiornando principalmente ad Hammamet. Si trasferì poi a Roma, ma continuò a passare molto tempo a Tunisi, dove fondò una società di concerti e, nel 1927, una scuola di musica che poi divenne un conservatorio. Nel 1933 si stabilì ad Anacapri.
Nel 1910 fu allestita nel Teatro dal Verme di Milano la prima esecuzione di La favola di Helga, opera e libretto di sua composizione, diretta da Ettore Panizza.
Tornato in Italia nel 1933, continuò la sua attività componendo musica sinfonica, da camera e alcune opere liriche, in parte di ispirazione verista.
Il suo stile è affine a quello di Respighi, con influenze dell'impressionismo musicale (Debussy) e della musica araba, e si caratterizza sia per l'abile costruzione che per la vivace strumentazione.
Sebbene limitatamente popolare, la musica di Santoliquido fu eseguita in diverse città, sia in Europa che negli Stati Uniti. Tuttavia, dopo la pubblicazione dei suoi scritti sulla stampa fascista della fine degli anni Trenta (ad esempio l'articolo Difendiamo l'anima musicale del popolo italiano, dove esortava ad evitare la musica moderna degli ebrei, come Schönberg o Milhaud), le esecuzioni della sua musica subirono un inesorabile declino.
Nel 1932 sposò la pianista Ornella Puliti Santoliquido, più giovane di venti anni. Si separarono poco dopo, ma consentì alla moglie di conservare il cognome.